# Minerales boratos
La clase de los minerales boratos es una de las diez en que se clasifican los minerales según el sistema de Clasificación de Strunz, asignándole el código 6 a este grupo. En ellos, el grupo aniónico borato BO3 puede formar complejos polímeros similares a los que forman los grupos SiO4 en los minerales silicatos.
En esta clase 06 se incluyen los siguientes tipos: boratos, boratos hidroxilados y haluro-boratos.

## Divisiones
Se consideran __ familias agrupadas en las 7 divisiones siguientes:

### 06.A - Boratos o Monoboratos
- 6.AA BO3, sin aniones adicionales; 1(D).
- 6.AB BO3, con aniones adicionales; 1(D) + OH, etc.
- 6.AC B(O,OH)4, sin y con aniones adicionales; 1(T), 1(T)+OH, etc.

### 06.B - Diboratos
- 6.BA Neso-diboratos con triángulos dobles B2(O,OH)5; 2(2D); 2(2D) + OH, etc.
- 6.BB Neso-diboratos con tetraedros dobles B2O(OH)6; 2(2T)
- 6.BC Ino-diboratos con triángulos y/o tetraedros
- 6.BD Tecto-diboratos con tetraedros

### 06.C - Triboratos
- 6.CA Neso-triboratos
- 6.CB Ino-triboratos
- 6.CC Filo-triboratos

### 06.D - Tetraboratos
- 6.DA Neso-tetraboratos
- 6.DB Ino-tetraboratos
- 6.DC Filo-tetraboratos
- 6.DD Tecto-tetraboratos

### 06.E - Pentaboratos
- 6.EA Neso-pentaborates
- 6.EB Ino-pentaboratos
- 6.EC Filo-pentaboratos
- 6.ED Tecto-pentaboratos

### 06.F - Hexaboratos
- 6.FA Neso-hexaboratos
- 6.FB Ino-hexaboratos
- 6.FC Filo-hexaboratos

### 06.G - Heptaboratos y otros megaboratos
- 6.GA Tecto-heptaboratos
- 6.GB Filo-nonboratos, etc.
- 6.GC Tecto-dodecaboratos
- 6.GD Mega-tectoboratos

### 06.H - Boratos no clasificados
- 06.HA Boratos no clasificados